# Tokyo Godfathers
Tokyo Godfathers (東京ゴッドファーザーズ?), conocida también en español por los títulos Los padrinos de Tokio y Héroes al rescate, es una película japonesa de anime estrenada en 2003 escrita y dirigida por Satoshi Kon, siendo su tercera película animada, y codirigida por Shōgo Furuya. Recibió el «Premio a la excelencia» en 2003 del Japan Media Arts Festival. 
La película hace énfasis sobre el tema de las coincidencias. El crítico de cine George Peluranee dice que: "Tokyo Godfathers es una película que muestra los pequeños y significantes lazos que cada uno de nosotros tiene con los supuestos extraños y narra la historia de los milagros, la familia, el amor y el perdón". 

## Argumento
En la víspera de Navidad, mientras caminan por el barrio de Shinjuku de Tokio, tres vagabundos: Gin (ギン?), un alcohólico de mediana edad, Hana (ハナ?), una enfermiza mujer trans y antigua drag queen, y Miyuki (ミユキ?), una adolescente fugitiva; descubren un bebé abandonado mientras hurgan en la basura, el bebé tiene una nota rogando al que lo encuentre que lo trate bien y una bolsa que contiene pistas de la identidad de los padres; la llaman Kiyoko «niña pura», por haber nacido en vísperas de Navidad.
El trio la lleva al lugar que comparten; allí Gin les cuenta que anteriormente era un afamado ciclista, pero su hija enfermó y murió ya que él no pudo pagar las cuentas médicas, al poco tiempo su esposa también falleció y él acabó convertido en un vagabundo. Mientras todos están dormidos, Hana sale en búsqueda de la madre de Kiyoko, por lo que Miyuki y Gin la buscan siguiendo sus huellas en la nieve. 
Entre las pertenencias con las que fue encontrada Kiyoko está la llave de un casillero en la estación, allí encuentran más pistas sobre la identidad de los padres de la niña, entre ellas tarjetas de presentación de un club llamado «Club Swirl», al que llaman, pero nadie contesta. En medio de esto, Miyuki ve en un periódico un aviso personal dirigido a ella donde avisan que Angel regresó y le piden que vuelvan a casa.
Van a un cementerio a tomar las ofrendas que la gente deja en las tumbas y rescatan a un jefe yakuza llamado Mitsuo atrapado bajo su carro, descubriendo que coincidentemente el dueño del Club Swirl se está casando en ese momento con su hija, por lo que los invita a la fiesta como agradecimiento. En la boda, el novio les dice que la madre del bebé es una extrabajadora del club llamada Sachiko y les da su dirección, pero la celebración es interrumpida cuando un sicario Latinoamericano disfrazado de mesera acribilla a Mitsuo y huye llevándose como rehenes a Miyuki y al bebé. En casa del muchacho Miyuki se hace amiga de la esposa, quien se ofrece a amamantar a la bebé y se cuentan mutuamente sus historias familiares. Miyuki hasta hace algunos meses era una joven normal, sin embargo se sentía acomplejada por su sobrepeso y la situación llegó a un punto grave cuando Angel, su gata, desapareció y ella acusó a su controlador padre de deshacerse de ella, por lo que lo agredió y huyó del lugar, siendo cuidada desde ese momento por Gin y Hana.
Hana busca a Miyuki y a Kiyoko mientras Gin cuida a un viejo vagabundo que encontró muriendo en una calle, luego de darle una pequeña bolsa roja a Gin el vagabundo muere. Algunos adolescentes aparecen y por diversión golpean el cadáver del anciano y a Gin, robándole un sobre que tenía en el bolsillo. Mientras tanto Hana se reúne con Miyuki y Kiyoko y las lleva al Angel Tower el club nocturno donde acostumbraba trabajar y allí encuentran a Gin que fue socorrido, luego de la golpiza, por otro drag queen. La dueña del negocio, un okama que quiere a Hana como a una hija, se pone al corriente de la situación del bebé mientras Hana explica que tras renunciar vivió con su novio hasta que este falleció y, careciendo de valor para volver al local, acabó como indigente.
Los tres salen a buscar la casa de Sachiko teniendo como referencia el paisaje que aparece en una foto que hallaron entre las pistas, encuentran que la casa está destruida y son informados por unas vecinas que Sachiko tenía un matrimonio infeliz y que su casa fue embargada ya que su esposo es un apostador vicioso y holgazán. El grupo descansa en una tienda donde Gin confiesa que en realidad lo que les ha contado es mentira; en realidad era un vendedor de bicicletas al que su mujer abandonó por ser alcohólico y apostador; sin embargo, sueña con algún día hacer algo bueno por su hija y a pesar de su indigencia ha logrado ahorrar ¥30.000 que desea poder entregarle en algún momento.
Miyuki sale para realizar una llamada a su padre, pero no reúne el valor para pedirle perdón y corta sin hablar con él. Al mismo tiempo, los demás salen de la tienda a discutir con el dueño y un sujeto ebrio que se hallaba en la tienda, esto evita que mueran cuando una ambulancia sin frenos destroza la tienda.
Hana colapsa y es tratada en un hospital donde Gin usa sus ahorros para pagar la atención. Mientras esperan, en las noticias informan que Mitsuo sobrevivió al atentado y Gin descubre que su hija trabaja como enfermera pudiendo hablar con ella hasta que Hana, molesta, lo desenmascara como un indigente, alcohólico y mentiroso que suele decir que su hija y esposa murieron para ganar la simpatía de otros. Hana sale rabiosa del hospital y Miyuki la sigue con Kiyoko pero en la calle, Hana confiesa a la joven que solo interpretó el papel del villano para lograr que Gin encare con honestidad a su hija.
Hana y Miyuki encuentran a Sachiko mientras se dispone a saltar de un puente explicando que su esposo se deshizo de la bebé sin su consentimiento, por lo que Hana la regaña por preferir rendirse que buscarla; tras disculparse y agradecer sus consejos, la mujer finalmente se va con la bebé. En el hospital Gin ve en los noticieros que hay una orden de búsqueda por Kiyoko ya que fue sustraída del pabellón de recién nacidos; ante esto, ubica al esposo de Sachiko y lo confronta, este explica que su mujer se ha vuelto mentalmente inestable y robó a la bebé del hospital, razón por la cual prefirió desligarse de ella.
Sospechando que la mujer intentará acabar con la vida de ambas los tres vagabundos otra vez reunidos inician una intensa búsqueda para encontrarla. Sachiko roba un camión para huir y lo estrella en una construcción donde entra mientras Miyuki la persigue hasta lo alto del edificio, que está frente al departamento de su esposo desde donde intenta arrojarse. Cuando la muchacha la encara, ella reconoce que efectivamente estaba embarazada pero perdió a su bebé justo antes del parto, por lo que hurtó a Kiyoko creyendo que así lograría reparar su matrimonio. 
Su esposo se entera por las noticias de lo que ha sucedido y, arrepentido, sale a su ventana e intenta convencerla de no saltar y reconstruir su vida juntos; Sachiko, arrepentida, salta pero Miyuki logra sostenerla y hacer que recapacite. Justo cuando la niña resbala y la bebé cae al vacío Gin y Hana llegan justo a tiempo para que el hombre evite que ambas caigan y Hana salta al vacío atrapando a Kiyoko, al mismo tiempo, una ráfaga de viento golpea el gigantesco pendón de lona al que Hana se sujetó, desacelerando su caída y permitiéndoles aterrizar ilesas en la acera.
La bebé es devuelta a sus padres. Hana y Gin están recuperándose en un hospital, mientras es posible ver que la pequeña bolsa roja que recibió Gin contiene un boleto ganador de la lotería por un premio superior a los ¥5.000.000.000; ignorándolo, el trío lamenta que la bebé ya no se llame Kiyoko, sin embargo, en ese momento el inspector a cargo del caso se presenta con los padres reales, quienes insisten en hablar con ellos para proponerles que sean los padrinos de su hija (en Japón es tradición que el padrino decida el nombre). Cuando el inspector está presentando al trío de vagabundos descubre que Miyuki es su hija desaparecida.

## Personajes
- Tōru Emori como Gin, un vagabundo que estuvo dedicado a la venta de bicicletas que dice que fue un ciclista profesional. Cuando sus deudas de juego se hicieron impagables, abandonó a su hija y a su esposa, pero dice que ambas murieron para ganar simpatía. Su hija se llama Kiyoko al igual que el bebé que encontraron.
- Yoshiaki Umegaki como Hana, una mujer trans vagabunda que sueña con ser madre, es la más entusiasta en el cuidado del bebé y es quien la llama Kiyoko. Debido a su crianza, es la más amable de los tres personajes principales, aun estando muy enferma.
- Aya Okamoto como Miyuki, una estudiante de secundaria fugitiva. Durante una pelea familiar acerca de la pérdida de un gato llamado «Ángel» termina apuñalando a su padre creyéndolo responsable de su desaparición, estuvo escapada de su casa desde entonces, perdiendo una sustancial cantidad de peso. Encuentra un aviso personal de su padre en un periódico anunciando que el gato regresó a la casa.
- Satomi Kōrogi como Kiyoko, una recién nacida que fue abandonada en un basurero, es encontrada por los tres protagonistas en vísperas de Navidad.
- Shōzō Iizuka como Ōta, un jefe yakuza que fue salvado por los tres protagonistas cuando estuvo atrapado por su carro; como agradecimiento los lleva al matrimonio de su hija.
- Seizō Katō como Mother, la propietaria de un bar de okamas en el que Hana solía trabajar.
- Hiroya Ishimaru como Yasuo, el esposo de Sachiko.
- Ryūji Saikachi como el viejo un mendigo que es encontrado por Gin a quien le da una misteriosa bolsa antes de morir.
- Yūsaku Yara como El Padre de Miyuki, un oficial de policía que encuentra sin querer a su hija al final de la película.
- Kyōko Terase como Sachiko, la mujer que se adjudica la maternidad de Kiyoko. Dice que su esposo fue quien abandonó a la pequeña; en dos ocasiones durante la película intenta suicidarse lanzándose de alguna altura.
- Mamiko Noto como La hija de Gin, también se llama Kiyoko, es una enfermera que está por casarse con el médico que atendió a Hana cuando colapsó.
- Akio Ōtsuka como El doctor, un doctor que ayudara a Hana cuando colapsa luego de que se estrellara una ambulancia contra una tienda en la que estaban.
- Rikiya Koyama como El novio, el yerno de Ōta.
- Inuko Inuyama como Kurumizawa.
- Kanako Yahara como Yamanōchi.
- Rie Shibata como Nekobaba, una persona que vive cerca de la casa que era de Sachiko.
- Kōichi Yamadera como El conductor de taxi, que ayuda a Hana y a Miyuki durante la persecución.

Voces adicionalesHidenari Umezu, Mitsuru Ogata, Eriko Kawasaki, Chiyako Shibahara, Akiko Takeguchi, Kazuaki Itō, Nobuyuki Furuta, Atsuko Yuya, Toshitaka Shimizu, Bin Horikawa, Yūto Kazama, Masao Harada, Tsuguo Mogami, Yoshinori Sonobe y Akiko Kawase